# Sauris eupitheciata
Sauris eupitheciata är en fjärilsart som beskrevs av Pieter Cornelius Tobias Snellen 1881. Sauris eupitheciata ingår i släktet Sauris och familjen mätare. Inga underarter finns listade.